# Judson Silva Tavares
Judson Silva Tavares, noto semplicemente come Judson (Arês, 25 maggio 1993), è un calciatore brasiliano, centrocampista dell'Avaí.

## Palmarès

### Club

#### Competizioni statali
- Campionato Potiguar: 2

América-RN: 2014, 2015
- Campionato Catarinense: 1

Avaí: 2025